# Lindsey Berg
Lindsey Napela Berg (Honolulu, 16 luglio 1980) è un'ex pallavolista statunitense, di ruolo palleggiatrice.

## Carriera
La carriera di Lindsey Berg inizia all'età di otto anni, quando entra a far parte della squadra di Honolulu, sua città natale, con la quale continua a giocare fino all'età di diciassette anni. Dal 1998 al 2001, partecipa ai campionati universitari statunitensi con la University of Minnesota. Terminata l'università, gioca una stagione con il Minnesota Chill, squadra della USPV con cui si aggiudica il campionato. Dal 2003 entra a far parte della nazionale statunitense maggiore, vincendo in ordine: la medaglia d'oro alla Coppa panamericana, la medaglia di bronzo al World Grand Prix, la medaglia d'oro al campionato nordamericano e la medaglia di bronzo alla Coppa del mondo.
Dopo un'altra annata tra le file della squadra nazionale, nella stagione 2004-05 arriva in Italia ingaggiata dalla Robursport Volley Pesaro, sua prima squadra di club estera: con la squadra marchigiana rimarrà per tre stagioni, giocando da titolare e vincendo una Coppa CEV e una Supercoppa italiana. Nella stagione 2007-08, lascia Pesaro e si trasferisce all'Asystel Volley, disputando un dignitoso campionato. Durante questo periodo con la nazionale vince diverse medaglie: nel 2005 vince l'oro al campionato nordamericano e l'argento alla Grand Champions Cup, nel 2007 vince l'argento al campionato nordamericano e il bronzo alla Coppa del mondo.
A fine stagione, lascia l'Italia, per tornare a giocare da titolare nella nazionale statunitense. Partecipa ai Giochi della XXIX Olimpiade, dove vince la medaglia d'argento: nei quarti di finale gli Stati Uniti battono l'Italia per 3 a 2 e gran parte del merito va dato alla palleggiatrice hawaiana, che, con una serie di battute, mette in seria difficoltà la ricezione italiana, realizzando un parziale di 8-0 nel quarto set ed uno di 5-0 nel quinto. Dopo i Giochi della XXIX Olimpiade, resta inattiva per una stagione, per riprendersi da un fastidioso infortunio. Un anno dopo vince la medaglia d'argento alla Final Four Cup.
Nella stagione 2009-10, ritorna in Italia, acquistata dalla neo-promossa Gruppo Sportivo Oratorio Pallavolo Femminile Villa Cortese, con la quale vince la Coppa Italia, bissata anche l'anno successivo. Nel 2011, con la nazionale, vince la medaglia d'oro al World Grand Prix e al campionato nordamericano, oltre l'argento alla Coppa del Mondo, mentre nel 2012 vince la medaglia d'argento ai Giochi della XXX Olimpiade di Londra, al termine della quale annuncia il suo ritiro dalla pallavolo giocata.
Nel dicembre 2012 ritorna sui suoi passi, accettando l'offerta del Fenerbahçe Spor Kulübü per il resto della stagione 2012-13: concluso il campionato si ritira nuovamente.

## Palmarès

### Club
- Campionato statunitense femminile: 1

2002
- Coppa Italia: 2

2009-10, 2010-11
- Supercoppa italiana: 1

2006
- Coppa CEV: 1

2005-06

### Nazionale (competizioni minori)
- Coppa panamericana 2003
- Montreux Volley Masters 2004
- Coppa panamericana 2004
- Final Four Cup 2009

### Premi individuali
- 2002 - Campionato statunitense: Miglior palleggiatrice
- 2002 - Campionato statunitense: Miglior servizio
- 2002 - Campionato statunitense: All-USPV Team
- 2003 - Coppa panamericana: Miglior palleggiatrice
- 2004 - Coppa panamericana: Miglior palleggiatrice
- 2005 - Campionato nordamericano: Miglior palleggiatrice
- 2005 - Coppa panamericana: Miglior palleggiatrice
- 2006 - Coppa CEV: Miglior palleggiatrice
- 2011 - Campionato nordamericano: Miglior palleggiatrice